# Hellouw
Hellouw is een dorp in de gemeente West Betuwe, in de Nederlandse provincie Gelderland. Hellouw heeft 1.035 inwoners (2023). Het dorp ligt aan de rivier de Waal, tussen Utrecht en 's-Hertogenbosch.
Het dorp heeft als voorzieningen een Nederlands-hervormde kerk, dorpshuis, begraafplaats, PostNL-servicepunt, drogisterij, polderwinkeltje en voetbalvereniging (ASH). De buurdorpen Herwijnen en Haaften zijn groter en hebben iets meer voorzieningen. Per auto en openbaar vervoer zijn Leerdam, Gorinchem, Geldermalsen en iets verder ook Zaltbommel. Gorinchem, Geldermalsen en Utrecht bereikbaar.

## Geschiedenis
In 850 werd melding gemaakt van de villa Hellowa. In 1183 was er een kapel die in eigendom was van het klooster Abdinghof. De oude dorpskerk stortte overigens in 1774 in en werd in 1822 herbouwd. De middeleeuwse heerlijkheid Hellouw was aanvankelijk in het bezit van het geslacht Van Hellu. Deze familie heeft in de 14e eeuw waarschijnlijk het Huis te Hellouw gebouwd. Begin 15e eeuw kreeg de familie Van Haeften de heerlijkheid en het kasteel in handen.
Vóór 1978, toen Hellouw opging in de nieuwe gemeente Neerijnen, vormde het dorp samen met de nabijgelegen plaatsen Tuil en Haaften de zelfstandige gemeente Haaften. Op 1 januari 2019 ging de gemeente Neerijnen op in West-Betuwe.
In 2008 is er een nieuwbouw bijgebouwd genaamd Hoenderkampen. De nieuwbouw telde zo'n 40 huizen.

## Monumenten
Een deel van Hellouw was in de jaren 90 een beschermd dorpsgezicht. Dit deel lag ten zuidwesten van het eigenlijke dorp in de omgeving van de Kerkesteeg en de Waalbandijk. Vanwege de dijkverzwaring is een deel van de oude bebouwing afgebroken.
Zie ook:
- Lijst van rijksmonumenten in Hellouw
- Lijst van gemeentelijke monumenten in Hellouw

## Molens
- Hooglandse Molen
- Laaglandse Molen
- 't Veertje